# Lei Jia
Lei Jia (chino simplificado: 佳 雷, chino tradicional: 佳 雷, pinyin: Lei Jia, nacida el 19 de octubre de 1979 en Yiyang, Hunan), es una cantante soprano popular china considerada una artista intérprete o ejecutante.
Se graduó en el departamento de drama de Hunan profesional en el College of Art en 1997 especializada en Huaguxi. En 2002, se graduó en el Conservatorio de Música de China bajo el título de Bachelor of Arts de interpretación vocal. Ella se unió a la Compañía de Canto y Danza del Departamento Político General (PIB) de los chinos del Ejército Popular de Liberación (EPL) de China como cantante soprano en solitario. Lei Jia también completó su programa de postgrado en dirección de arte en la Universidad de Pekín en 2006, y el programa de postgrado vocales desempeño el lanzamiento del Ejército Popular Art Institute en 2009.
Lei Jia ha ganado numerosos premios en concursos de canto nacionales obteniendo el primer lugar en el 2003 "Jin Zhong Jiang", un prestigioso premio por los profesionales de la música en China. En 2004, ganó el primer lugar como solista profesional popular en el 11 º Concurso Nacional Juvenil de televisión. Ha sido galardonada como una de las 10 nuevas cantantes en el 2005 por circuito cerrado de televisión. En 2008, Lei Jia fue galardonada como cantante de folk festival mejor artista femenina en la música del noveno CCTV-MTV.

## Discografía
- The Songs of the 56 Chinese Nationalities, 中华五十六民族之歌 Archivado el 25 de julio de 2010 en Wayback Machine.
- Dandelion Sky, 蒲公英的天空 (enlace roto disponible en Internet Archive; véase el historial, la primera versión y la última).
- Reed Catkins, 芦花 (enlace roto disponible en Internet Archive; véase el historial, la primera versión y la última).
- Lei Jia – from the series of Contemporary Chinese Youth Singers, 雷佳-中国当代青年歌唱家系列 (enlace roto disponible en Internet Archive; véase el historial, la primera versión y la última).